# Brunfelsia membranacea
Brunfelsia membranacea är en potatisväxtart som beskrevs av Ignatz Urban. Brunfelsia membranacea ingår i släktet Brunfelsia och familjen potatisväxter. Inga underarter finns listade i Catalogue of Life.